# تیاگو تاوارس
تیاگو تاوارس (انگلیسی: Thiago Tavares؛ زادهٔ ۸ نوامبر ۱۹۸۴) ورزشکار هنرهای رزمی ترکیبی اهل برزیل است.